# 阿諾里 (亞馬遜州)
03°46′22″S 61°38′39″W / 3.77278°S 61.64417°W

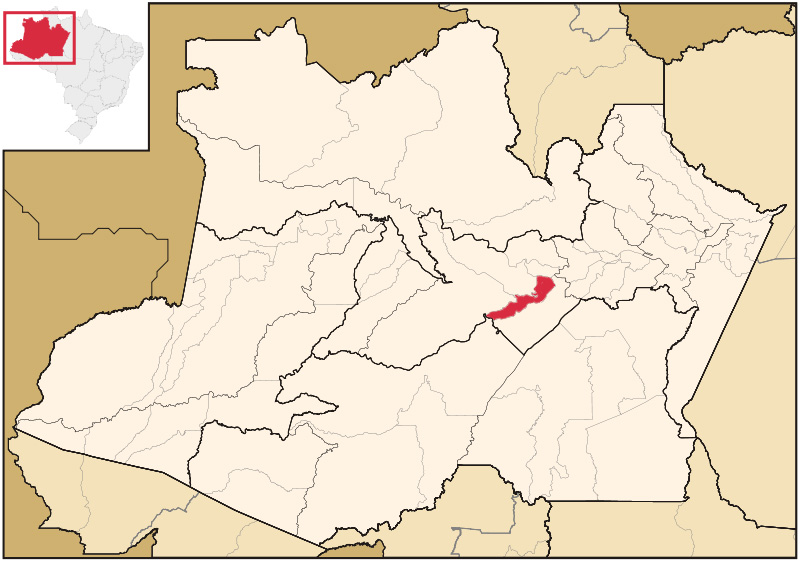
该地在亚马逊州中的位置

阿諾里（葡萄牙語：Anori）是巴西的城鎮，位於該國北部，由亞馬遜州負責管轄，面積5,795平方公里，海拔高度120米，2014年人口18,826，該城鎮人口密度每平方公里3.25人。